# Max G. Lagally
Max G. Lagally (* 1942) ist ein US-amerikanischer Physiker.
Lagally erhielt den B.S. in Physik 1963 an der Pennsylvania State University, den M.S. 1965 an der University of Wisconsin–Madison, an der er auch drei Jahre später den Ph.D. machte. Er war dann für zwei Jahre Postdoc am Fritz-Haber-Institut der Max-Planck-Gesellschaft in Berlin. 1970 kehrte er an die University of Wisconsin zurück, wo er bis heute Professor für Physik ist. 1973 erhielt er ein Forschungsstipendium der Alfred P. Sloan Foundation (Sloan Research Fellowship). 1980 wurde er Fellow der American Physical Society.
Lagallys Forschungen befassen sich mit strukturellen Störungen (Ordnungs-Unordnungs-Zustände) von Oberflächen, Grenzflächen und dünnen Schichten. Ferner widmet er sich der Erforschung von mikroskopischen Mechanismen des Kristallwachstums und der Auswirkungen auf die physikalischen Eigenschaften sowie der Erforschung von Phänomenen der Epitaxie und Diffusion auf Halbleiteroberflächen (Oberflächenrauhigkeit, Stufenstrukturen).
Seine Arbeiten wurden weltweit mehr als 11.000 mal zitiert.

## Auszeichnungen
- 1991 Medard W. Welch Award[1]
- 1995 Davisson-Germer-Preis[2]
- 1996 Outstanding Science Alumnus Award, Pennsylvania State University
- 1999 Gewähltes Mitglied der Deutschen Akademie der Naturforscher Leopoldina[3]
- 1999 Fellow der American Association for the Advancement of Science (AAAS)
- 2001 Gewähltes Mitglied der National Academy of Engineering